# Elabra ornata
Elabra ornata är en insektsart som beskrevs av Irena Dworakowska 1994. Elabra ornata ingår i släktet Elabra och familjen dvärgstritar.
Artens utbredningsområde är Venezuela. Inga underarter finns listade i Catalogue of Life.